# Gonzalo Prósperi
Gonzalo Sebastian Prósperi (San Isidro, 28 settembre 1985) è un ex calciatore argentino, di ruolo difensore.

## Palmarès

### Club

#### Competizioni nazionali
- Campionato argentino: 1

Argentinos Juniors: 2010

#### Competizioni internazionali
- Copa Libertadores: 1

San Lorenzo: 2014